# Iris spuria
Iris spuria es una especie del género Iris y forma parte del subgénero 'Limniris serie Spuriae. Se distribuye por Europa, Asia y África.

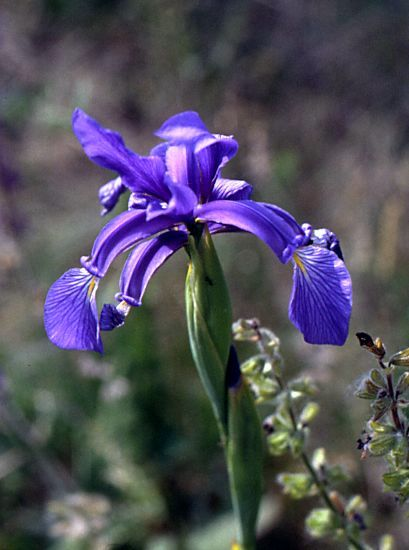

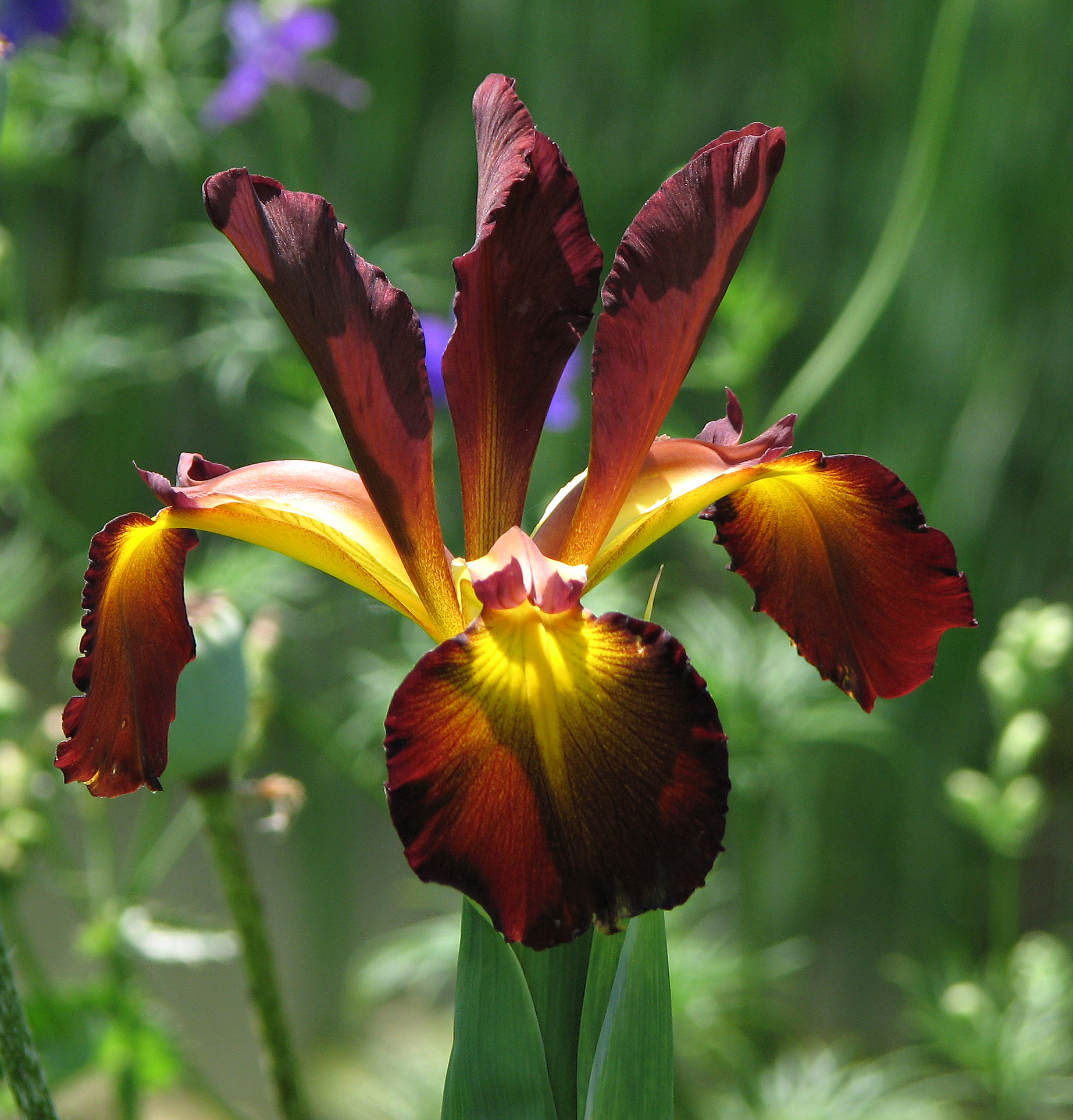
Cultivar 'Cinnabar Red'

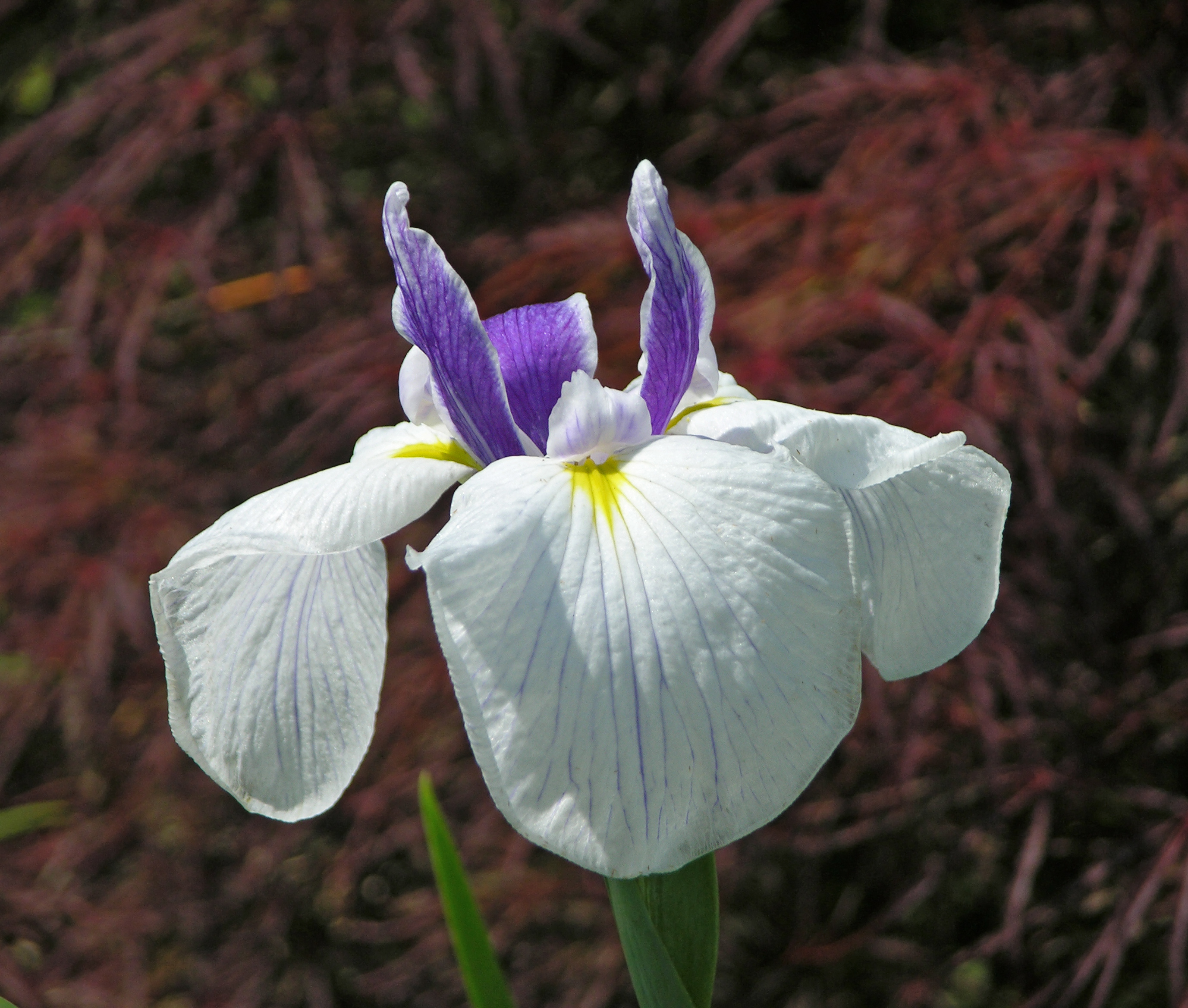
Cultivar 'April's Birthday'

## Descripción
Flores azules, violeta o blanquecinas, de 2 a 4 en tallos de 20-90 cm, con varias hojas. Pétalos externos de 3-8 cm con lámina elíptica a redondeada y uña más larga; pétalos internos de 3-6 cm, estrechamente obovados; espata verde, de hasta 8 cm. Hojas basales de hasta 2 cm de ancho, de olor algo fuerte. Ovario con pico estrecho. Especie muy variable. Florece en primavera.

## Distribución y hábitat
Tiene un área de distribución muy amplia; desde África hasta Europa y Asia cálida y tropical. Habita en terrenos húmedos estacionales; praderas, pantanos, llanuras fluviales e incluso sustratos salinos.

## Taxonomía
Iris spuria, fue descrita por Carlos Linneo y publicado en Species Plantarum 1: 39. 1753.
Etimología
Iris: nombre genérico llamado así por Iris la diosa griega del arco iris.
spuria: epíteto latíno que significa "falso"
Sinonimia
- Chamaeiris spuria (L.) Medik., Hist. & Commentat. Acad. Elect. Sci. Theod.-Palat. 6: 418 1790
- Xiphion spurium (L.) Alef., Bot. Zeitung (Berlín) 21: 297 1863
- Limniris spuria (L.) Fuss, Fl. Transsilv.: 637 1866
- Xyridion spurium (L.) Fourr., Ann. Soc. Linn. Lyon, n.s., 17: 163 1869

subsp. carthaliniae (Fomin) B.Mathew, Iris: 117. 1981 Caucaso
- Iris carthaliniae Fomin, Vestn. Tiflissk. Bot. Sada 14: 44 1909
- Xyridion carthaliniae (Fomin) Rodion., Bot. Zhurn. (Moscow & Leningrad) 90: 58 2005
- Iris violacea Klatt, Linnaea 35: 384. 1867, nom. illeg.
- Iris klattii Kem.-Nath. in A.A.Grossheim, Opr. Rast. Kavk.: 635 1949

subsp. demetrii (Achv. & Mirzoeva) B.Mathew, Iris: 117 (1981). Turquía y Transcaucaso
- Iris demetrii Achv. & Mirzoeva, Trudy Bot. Inst. Akad. Nauk Armyansk. S.S.R. 7: 27 1950
- Xyridion demetrii (Achv. & Mirzoeva) Rodion., Bot. Zhurn. (Moscow & Leningrad) 90: 58 2005
- Iris prilipkoana Kem.-Nath. in A.A.Grossheim, Opr. Rast. Kavk.: 635 1949

subsp. maritima (Dykes) P.Fourn., Quatre Fl. France: 190 (1935). España y Francia
- Iris spuria var. maritima Dykes, Gen. Iris: 59 1913
- Xyridion maritimum (Dykes) Rodion., Bot. Zhurn. (Moscow & Leningrad) 90: 58 2005
- Iris maritima Lam., Tabl. Encycl. 3: 497, nom. illeg. 1823
- Iris spuria var. hispanica Dykes, Gen. Iris: 60 1913

subsp. musulmanica (Fomin) Takht. in A.L.Takhtajan & A.A.Fedorov, Fl. Erevana, ed. 2: 330. 1972. Turquía e Irán
- Iris musulmanica Fomin, Vestn. Tiflissk. Bot. Sada 14: 46 1909
- Xyridion musulmanicum (Fomin) Rodion., Bot. Zhurn. (Moscow & Leningrad) 90: 58 2005
- Xyridion violaceum Klatt, Bot. Zeitung (Berlín) 30: 500 1872
- Iris daenensis Kotschy ex Baker, J. Linn. Soc., Bot. 16: 140 1877
- Iris spuria var. daenensis (Kotschy ex Baker) Baker, Handb. Irid.: 15 1892

subsp. notha (M.Bieb.) Asch. & Graebn., Syn. Mitteleur. Fl. 3: 496 1906. Cáucaso
- Xiphion nothum (M.Bieb.) Alef., Bot. Zeitung (Berlín) 21: 297 1863
- Iris gueldenstadtiana var. notha (M.Bieb.) Regel, Bull. Soc. Imp. Naturalistes Moscou 41(1): 432 1868
- Xyridion nothum (M.Bieb.) Klatt, Bot. Zeitung (Berlín) 30: 500 1872
- Iris spuria var. notha (M.Bieb.) Baker, Handb. Irid.: 15 1892

subsp. spuria Suecia y centro de Europa
- Iris sordida Retz., Fasc. Obs. Bot. 6 1774
- Iris spathulata Lam., Encycl. 3: 300 1789, nom. illeg.
- Iris spathacea J.St.-Hil. ex Roem. & Schult., Syst. Veg. 1: 468, nom. illeg. 1817
- Iris subbarbata Joó, Verh. Mitth. Siebenbürg. Vereins Naturwiss. Hermannstadt 2: 98 1851
- Iris reichenbachiana Klatt, Linnaea 34: 613 1866
- Xyridion reichenbachianum (Klatt) Klatt, Bot. Zeitung (Berlín) 30: 500 1872
- Iris gueldenstadtiana subsp. subbarbata (Joó) Nyman, Consp. Fl. Eur.: 702 1882
- Iris cardiopetala Borbás, Oesterr. Bot. Z. 38: 325 1888
- Iris spuria var. subbarbata (Joó) Baker, Handb. Irid. 15 1892
- Iris spuria var. reichenbachiana (Klatt) Dykes, Gen. Iris: 60 1913[7]

## Nombre común
- Castellano: lirio amarillo, spurio.[8]